# Abrodictyum rigidum
Abrodictyum rigidum là một loài thực vật có mạch trong họ Hymenophyllaceae. Loài này được (Sw.) Ebihara & Dubuisson mô tả khoa học đầu tiên năm 2006.

## Hình ảnh

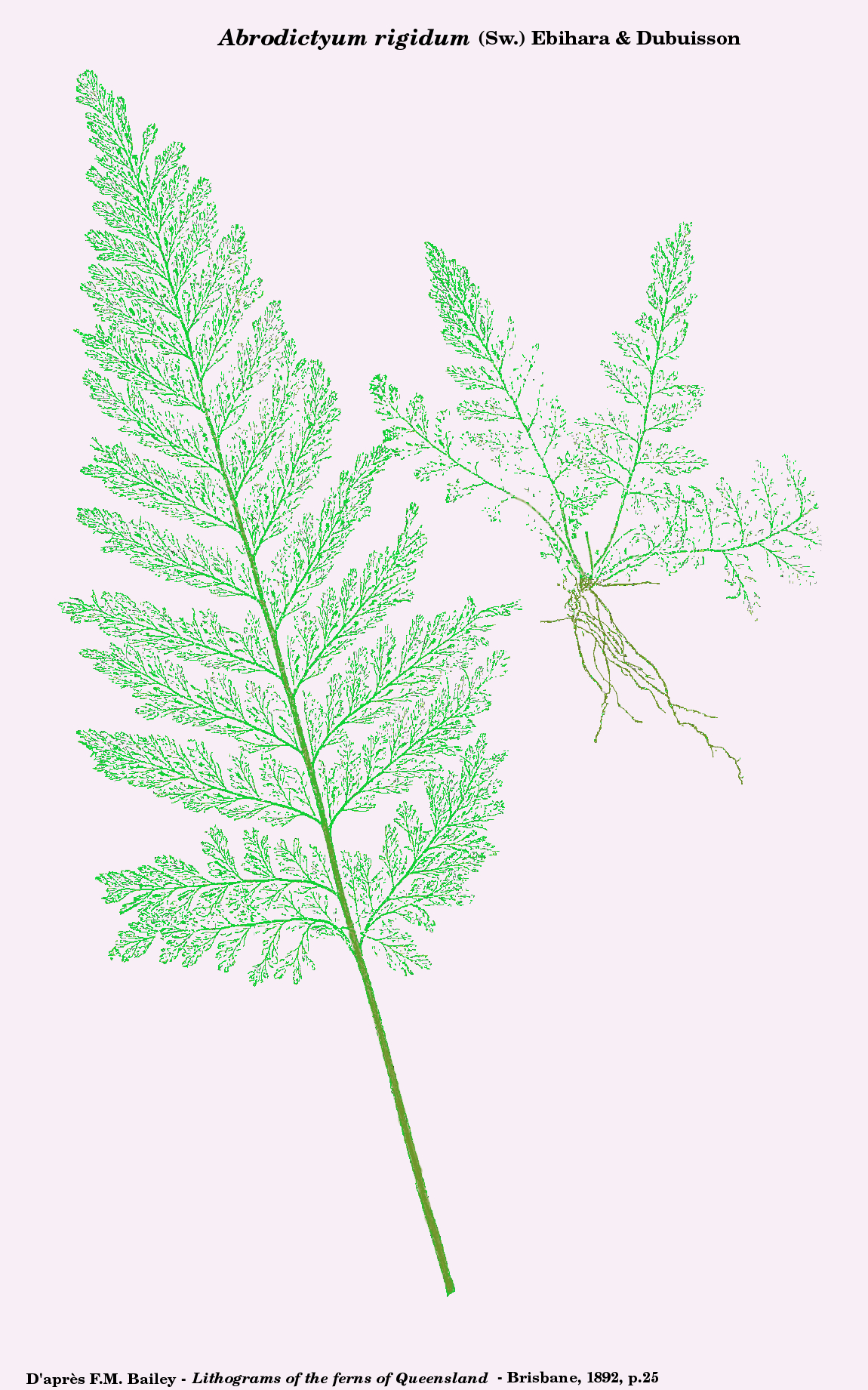